# Leda i el cigne (Michelangelo Buonarroti)
Leda i el cigne és un llenç perdut de Michelangelo Buonarroti, pintat cap al 1530 i conegut ara per còpies i estudis preparatoris del mateix artista. El tema n'era el mite grec de Leda i el cigne.

## Història
Alfons I d'Este, duc sobirà de Ferrara, viatjà a Roma el 1512 per a reconciliar-se amb el papa Juli II, que l'havia excomunicat en l'estiu del 1510 per haver-se aliat amb Lluís XII de França contra Venècia. Després d'obtenir l'absolució papal, Alfons es va detenir uns dies a Roma, i aconseguí un permís per a inspeccionar des de les bastides el sostre de la Capella Sixtina, la volta de la qual estava pintant al fresc Michelangelo Buonarroti i es trobava ja quasi conclosa. De llavors ençà va sentir per l'artista una enorme admiració.
El 1529 l'artista va passar una curta estada a Ferrara, durant la qual “el duc el va rebre amb grans demostracions d'alegria”, segons el relat d'Ascanio Condivi (que l'esmenta en la biografia que escrigué sobre Michelangelo Buonarrotti, quan l'artista encara era viu), i afegeix que el duc “va obrir la cambra on guardava els seus tresors, i li'n mostrà el contingut amb les seues mans”. En el moment de marxar, el duc li va dir de broma a Miquel Àngel: “Ara sou el meu presoner. Si voleu que us pose en llibertat, exigisc que em prometeu fer-me una mica de la vostra mà, segons el vostre gust i fantasia, ja siga escultura o pintura”.
Quan tornà a Florència, Michelangelo pintà per al duc Leda i el cigne, un tema de la mitologia grega. Quan el quadre restà enllestit, el duc envià a Florència per a recollir-lo un dels seus cortesans amb una carta en què es dirigia a l'artista com a “benvolgudíssim amic”. No obstant això, en el moment de la recollida l'enviat del duc va ofendre a Michelangelo en referir-se al quadre com a “poca cosa” i sembla que va tractar l'artista amb menyspreu. Tot seguit hi hagué una discussió i l'artista tirà al carrer l'enviat del duc, sense el quadre. Segons Condivi, Miguel Ángel regalà l'obra al seu criat Antonio Mini, que estava a punt d'emigrar a França. L'obra, juntament amb el seu cartó, fou donada, potser com un regal o per a ser venuda, a Antonio Mini, que el 1531 la dugué a França. El 1532 va ser deixada en dipòsit al rei Francesc I, que potser la compraria més tard i la va destinar al Palau de Fontainebleau. El que va ocórrer després no és clar. A la fi del segle xvii es deia que l'original havia estat cremat per ordre de Des Noyers, superintendent de Fontainebleau, que considerava "indecent" el quadre. Fins al moment, però, no s'ha trobat evidència que fos així. Sembla que Francesco Milizia va veure la pintura "maltractada" el 1740, però de llavors ençà no se'n tenen més notícies.

## Descripció
Tot i que tant la pintura com el cartó es troben perduts ara, coneixem la composició per un detallat gravat de Cornelis Bos. El tema prové de l'antiga mitologia grega i representa la unió sexual entre Leda i Zeus, aquest metamorfosat en cigne. Com a conseqüència d'aquesta unió, Leda pon posteriorment dos ous, i de cadascú naixen dos nens: Càstor i Pòl·lux (els Dioscurs), i Helena de Troia i Clitemnestra. La composició originària de Michelangelo, tal com mostra el gravat de Cornelis Bos, incloïa Càstor i Pòl·lux ja nascuts i un ou encara sense fer eclosió.
La posa de Leda sembla derivar de models d'època romana trets de relleus de sarcòfags i de gemmes, i és semblant a la seua escultura que representa a la Nit, a l'esquerra del sarcòfag de la tomba de Giuliano de Médicis en la Sagristia Nova de la Basílica de Sant Llorenç de Florència, conclosa el 1531.
No se sap la grandària exacta de la pintura; segons Condivi era molt gran.
Es conserva un dibuix preparatori del cap de Leda a la Casa Buonarroti de Florència, acceptat com a autògraf. Donada la seua gran expressivitat i el grau d'acabat, s'ha suposat que podria tractar-se del dibuix previ per al cartró preparatori del quadre. El model utilitzat per al cap podria haver estat un home, perquè duu un mocador que utilitzaven els escultors per a protegir-se de la pols. És possible que Michelangelo utilitzàs com a model un aprenent o un ajudant. Posteriorment el pintor n'hauria feminitzat més encara la fesomia i hauria afegit el trenat del cabell i la diadema que es veuen en les còpies que han sobreviscut del quadre.

## Còpies i influència
A més a més del gravat de Cornelis de Vos es conserven altres gravats de l'obra, inclòs un que sembla prou fidel, de Nicolas Béatrizet, en què també apareixen Càstor i Pòl·lux, els Dioscurs.
Al costat dels gravats, n'hi ha algunes còpies i versions en pintura. La més coneguda és ara en la National Gallery de Londres i deu ser una còpia de Rosso Fiorentino del cartró original de Michelangelo: el mecenes italià Cassiano dal Pozzo esmenta haver vist durant la seua visita a Fontainebleau del 1625 una Leda de Rosso pintada segons un dibuix de Michelangelo. Altres còpies n'hi ha en la Gemäldegalerie Alte Meister de Dresden, en la de Berlín, al Museu Correr de Venècia i a la Casa Buonarroti de Florència.
També Rubens feu una còpia de l'obra perduda de Michelangelo, que és ara en el Museu de Belles arts de Houston. Algunes de les obres posteriors de Rubens trasllueixen clarament la influència que hi deixà l'obra de Michelangelo, com ara el seu quadre Samsó i Dalila, en què la posa de la figura de Dalila deriva clarament (si bé representada a l'inrevés) de la Leda de Michelangelo, però amb un aire més sensual i femení.
L'escultura Leda i el cigne de Bartolomeo Ammannati prové també clarament del treball perdut de Michelangelo.